# 1189-1180 v.Chr.
De jaren 1189-1180 v.Chr. (van de christelijke jaartelling) zijn een decennium in de 12e eeuw v.Chr..

## Gebeurtenissen

### Klein-Azië
- 1189 v.Chr. - Langs de kust van de Middellandse Zee worden steden platgebrand, de zogenoemde Brandcatastrofe.
- 1187 v.Chr. - Het Hettitische Rijk valt. Hattusa wordt ingenomen door de Kaskiërs. De vorsten van Karkemis verklaren zich grootkoning maar spoedig valt het rijk verder uiteen in onafhankelijke stadstaten, zoals Gurgum, Meliddu en Tabal.

### Egypte
- 1188 v.Chr. - De "Zeevolken" uit Anatolië bedreigen de Nijl-delta en de kustgebieden in de Egeïsche Zee.
- 1185 v.Chr. - Farao Ramses III verdrijft de vloot van de "Zeevolken" aan de monding van de Nijl.
- 1182 v.Chr. - Ramses III onderdrukt opnieuw een opstand van de Mesjwesj.
- 1180 v.Chr. - De Filistijnen een (zeevarend) volk vestigen zich aan de westkust van Kanaän.

### Assyrië
- 1187 v.Chr. - In Assur wordt de tempel van Ishtar door een aardbeving verwoest.
- 1180 v.Chr. - Koning Assur-dan I (1180 - 1140 v.Chr.) regeert over het Assyrische Rijk.

### Griekenland
- Rond 1180 v.Chr. - Het beroemde verhaal van Troje gebeurt ongeveer rond deze tijd.

<< · 1199-1190 · 1189-1180 · 1179-1170 · 1169-1160 · 1159-1150 · 1149-1140 · 1139-1130 · 1129-1120 · 1119-1110 · 1109-1100 · >>